# Алексеев, Анатолий Анатольевич
Анатолий Анатольевич Алексеев — советский хозяйственный и государственный деятель, лауреат Государственной премии СССР за выдающиеся достижения в труде.

## Биография
Родился в 1941 году в Вологодской области. Член КПСС.
В 1964—1991 — бригадир комсомольско-молодежной бригады трактористов Монзенского леспромхоза Вологодской области.
Делегат XXV съезда КПСС.
За существенный рост производительности труда на основе совершенствования технологии производства и организации труда, модернизации оборудования и более эффективного использования техники был в составе коллектива удостоен Государственной премии СССР за выдающиеся достижения в труде 1977 года.
Жил в Монзе.

## Награды
- Орден Ленина
- Орден Трудового Красного Знамени